# Вест Лајпсик (Охајо)
Вест Лајпсик (енгл. West Leipsic) град је у америчкој савезној држави Охајо.

## Демографија
По попису из 2010. године број становника је 206, што је 65 (-24,0%) становника мање него 2000. године.
| Група             | 2000.       | 2010.       |
| Белци             | 175 (64,6%) | 140 (68,0%) |
| Афроамериканци    | 0 (0,0%)    | 1 (0,5%)    |
| Азијати           | 0 (0,0%)    | 3 (1,5%)    |
| Хиспаноамериканци | 88 (32,5%)  | 61 (29,6%)  |
| Укупно            | 271         | 206         |